# Милославци
Милославци е село в Западна България. То се намира в община Трън, област Перник.

## География
Село Милославци се намира в планински район.

## История
В стари документи селото е отбелязвано като: Милославица в 1451 г.; Милославидже в 1453 г., Миласлофча, Миляслофча в 1576 г., Милослафча в 1624 г.; Миласловче в 1576 г.; Милославци в 1878 г.

## Обществени институции
В Милославци е имало тухларна, която е произвеждала тухли за района и давала работа на много хора в Трънско.

## Личности
- Димитър Болутов (1889 – 1961), български историк и преводач
- Григорий Болутов, архимандрит, игумен на Зографския манастир (1891 – 1909)